# جوزيف دورفمان
جوزيف دورفمان Josif Dorfman (ولد في 1 مايو 1952 في جيتومير) لاعب شطرنج فرنسي يحمل لقب أستاذ كبير.

## إنجازات
- لعب في العديد من بطولات الاتحاد السوفييتي للشطرنج.
- فاز بالمركز الخامس في البطولة السوفييتية عام 1976، والتي فاز بها أناتولي كاربوف هازماً يوري بالاشوف.
- فاز ببطولة فرنسا للشطرنج عام 1998 في ميريبل.
- لعب باسم فرنسا في أولمبيادات الشطرنج أعوام 1998، 2002، 2004.

## التدريب
- عمل مدرباً للعديد من اللاعبين منهم الأستاذ الكبير الفرنسي إتيان باكرو، حيث دربه من سن التاسعة إلى أن حصل على لقب أستاذ كبير.
- حصل على لقب مدرب أول عام 2004 من الاتحاد الدولي للشطرنج.

## كتبه
من كتبه: الطريقة في الشطرنج 2001 ، اللحظة الحرجة 2002.

## روابط خارجية
- جوزيف دورفمان على موقع الاتحاد الدولي للشطرنج (الإنجليزية)
- جوزيف دورفمان على موقع مباريات الشطرنج (الإنجليزية)
- جوزيف دورفمان على موقع 365Chess.com (الإنجليزية)
- جوزيف دورفمان على موقع Chesstempo.com (الإنجليزية)
- جوزيف دورفمان سجل أولمبياد الشطرنج على موقع OlimpBase.org (الإنجليزية)